# سامبسون سترونج
سامبسون سترونج هو رسام هولندي، ولد في 1550، وتوفي في 1611 في أكسفورد في المملكة المتحدة.